# Tower (comté de Cork)
Pour les articles homonymes, voir Tower.
Tower est une ville du comté de Cork en république d'Irlande.
La ville de Tower compte 3 421 habitants.

## Caractéristiques
Tower se trouve dans la paroisse catholique romaine d'Inniscarra. Il y a deux pubs dans le village (The Huntsman et Aunties Bar) et un magasin SuperValu.